# Sørvågen
Sørvågen è un villaggio di pescatori situato nel comune di Moskenes sulle isole Lofoten (Norvegia).
Il centro abitato (416 abitanti nell'ottobre del 2020) si sviluppa lungo la Strada europea E10 che percorre la costa orientale dell'isola Moskenesøya. 
Il villaggio ospita una sezione del Norsk Telemuseum (Museo delle telecomunicazioni norvegese). Sørvågen, inoltre, fu la seconda località europea a dotarsi di un sistema telegrafico senza fili che cominciò ad operare il 2 maggio 1906 dopo tre anni di prove (il primo era in Italia) collegando Sørvågen e Røst.